# شعبة الاستخبارات العسكرية (سوريا)
شعبة المخابرات العسكرية هي جهاز الاستخبارات العسكرية في سوريا. على الرغم من أن جذور هذا الجهاز تعود إلى فترة الانتداب الفرنسي (1923-1943)، فإن الشعبة الحالية تأسست في عام 1969. وقد سُمي الجهاز الذي سبقها Deuxième Bureau (المكتب الثاني). يقع مقرها في مقر وزارة الدفاع في دمشق.
لشعبة الاستخبارات العسكرية تاثير كبير جداً في السياسة السورية ويشرف عليها الرئيس. يشتبه في تقديم الشعبة الدعم لجماعات متطرفة مختلفة. بالإضافة إلى ذلك تراقب الشعبة المنشقين عن الحكومة خارج سورية. خلال فترة تواجد الجيش السوري في لبنان، كان للشعبة تأثير على السلطة السياسية في لبنان.
أصبح آصف شوكت، صهر بشار الأسد، رئسياً للشعبة في عام 2005 خلفاً للجنرال حسن خليل. من عام 2009 إلى عام 2012 كانت شعبة المخابرات العسكرية برئاسة عبد الفتاح قدسية. تسلم المنصب بعده رفيق شحادة والذي أُقيل في عام 2015 ليخلفه في المنصب اللواء محمد محلا. وثُمّ في يوليو 2019 أُقيل محلا لُعيَّن مكانه اللواء كفاح ملحم.

## رؤساء المخابرات العسكرية
- علي محمد ظاظا (1965-1970)[14]
- حكمت الشهابي (1970–1973)[15]
- علي دوبا (1973–2000)[16]

- نائب رئيس الشعبة: حسن خليل (1993–2000)

- حسن خليل (2000–2005)[16]

- نائب رئيس الشعبة: آصف شوكت (2000–2005)

- آصف شوكت (2005–2009)[16][19]

- نائب رئيس الشعبة: سعيد سمور (2005–2009)

- عبد الفتاح قدسية (2009–تموز 2012)[10][21][22]
  - رئيس الشؤون الداخلية (الفرع 293): رفيق شحادة (2011), أعلن الاتحاد الأوروبي بأنه «متورط بشكل مباشر في القمع والعنف ضد السكان المدنيين في دمشق خلال الانتفاضة السورية». وهو مستشار الرئيس بشار الأسد في المسائل الاستراتيجية والاستخبارات العسكرية.[22]
- رفيق شحادة (تموز 2012– آذار 2015)[23]
- محمد محلا (آذار 2015 - تموز 2019)[11][12]
- كفاح ملحم (7 تموز 2019 - الآن)[13]

## رؤساء فروع شعبة الاستخبارات العسكرية
- ريف دمشق (الفرع 227): اللواء رستم غزالة (ما قبل تموز / يوليو 2012)، أعلن الاتحاد الأوروبي بتورطه في أعمال عنف ضد السكان المدنيين خلال الانتفاضة السورية.[22] متهم بإعطاء أوامر أو ارتكاب جرائم ضد الإنسانية من قبل هيومن رايتس ووتش.[24]
  - دمشق (الفرع 215): العميد شفيق (2012) متهم بإعطاء أوامر أو ارتكاب جرائم ضد الإنسانية.[24]
  - دمشق (الفرع 235 «فرع فلسطين»): العميد محمد خلوف (2012) متهم بإعطاء أوامر أو ارتكاب جرائم ضد الإنسانية.[24]
  - دمشق (الفرع 291): العميد يوسف عبده (2012) متهم بإعطاء أوامر أو ارتكاب جرائم ضد الإنسانية.[24]
  - دمشق (الفرع 291): العميد برهان قدور (ما قبل 2012) متهم بإعطاء أوامر أو ارتكاب جرائم ضد الإنسانية.[24]
- حماة: محمد مفلح (2011)، أعلن الاتحاد الأوروبي بتورطه في حملة قمع المتظاهرين خلال الانتفاضة السورية.[22]
- دير الزور: جامع الجامع (2011)، أعلن الاتحاد الأوروبي بتورطه مباشرة في أعمال القمع والعنف ضد السكان المدنيين في دير الزور والبوكمال أثناء الانتفاضة السورية.[22]
- إدلب (الفرع 271): العميد نوفل الحسين (2011)، أعلن الاتحاد الأوروبي بتورطه مباشرة في القمع والعنف ضد السكان المدنيين في محافظة إدلب خلال الانتفاضة السورية.[22] متهم بإعطاء أوامر أو ارتكاب جرائم ضد الإنسانية.[24]
- حمص: محمد زمريني (2011)، أعلن الاتحاد الأوروبي بتورطه بشكل مباشر في القمع والعنف ضد السكان المدنيين في حمص خلال الانتفاضة السورية.[22] متهم بإعطاء أوامر أو ارتكاب جرائم ضد الإنسانية.[24]
- درعا (الفرع 245): العقيد لؤي العلي (2011)، أعلن الاتحاد الأوروبي بأنه مسؤول عن العنف ضد المتظاهرين في درعا خلال الانتفاضة السورية.[22] متهم بإعطاء أوامر أو ارتكاب جرائم ضد الإنسانية.[24]
- السويداء: وفيق ناصر (2011)، رئيس الفرع الإقليمي تولى منصبه بعد العميد سهيل رمضان.[25]

## وحدات شبه عسكرية
- قوات درع الأمن العسكري
  - صقور الأمن العسكري[26]
  - لواء الدرع الجنوبي[27]
- فوج مغاوير الصحراء[28]
  - أسود الحميدية[29]
- قوات مقاتلي العشائر[30]
- صقور الفرات[31]

## أجهزة استخبارات سورية أخرى
- إدارة المخابرات الجوية
- إدارة المخابرات العامة
- شعبة الأمن السياسي